# Hads-Ning Herreders Jernbane

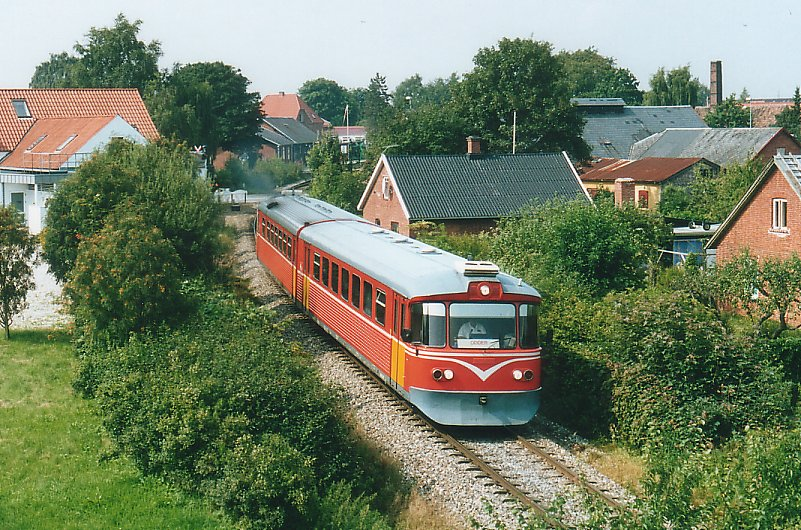
Een HHJ Lynette treinstel te Tranbjerg tussen Århus en Odder.

Hads-Ning Herreders Jernbane (HHJ) of Odderbanen, genoemd naar de spoorlijn Odderbanen via Odder, was een private spoorwegmaatschappij in het oosten van Jutland in Denemarken.
De naam Hads-Ning Herreders Jernbane is ontstaan uit de twee voormalige bestuurlijke eenheden (Herreds) die de spoorlijn doorkruiste. Ning Herred is het gebied tussen Århus en Odder, Hads Herred is het gebied rondom en ten zuiden van Odder.
Het bedrijf voerde, sinds de oprichting in 1884, de lokale treindienst uit op het traject Aarhus - Odder. Van 1884 tot en met 1977 verzorgde de HHJ ook nog de treindienst tussen Odder en het 10 km verder gelegen Hov.
In 2008 is de HHJ gefuseerd met Vemb-Lemvig-Thyborøn Jernbane (VLTJ) tot Midtjyske Jernbaner.

## Materieel
In 1925 bouwde de Deense fabrikant Frichs samen met Scandia haar eerste diesellocomotief, welke was bestemd voor de HHJ. Deze locomotief M1 had de asindeling A1+1A en had een lengte van 11.550 mm.
De HHJ beschikte voor de fusie over een negental Lynette dieseltreinstellen. Twee stuks zijn rond 2005 zijn overgenomen van de Nordjyske Jernbaner (in de oranje kleurstelling van de voormalige Hjørring Privatbaner) en een derde in 2007 (in de wit met blauwe kleurstelling van de voormalige Skagensbanen). Het overige materieel was oranje van kleur met witte sierstrepen. De onderste helft van de passagiersdeuren was geel.